# Frumușica (Botoșani)
Frumușica è un comune della Romania di 6 170 abitanti, ubicato nel distretto di Botoșani, nella regione storica della Moldavia.
Il comune è formato dall'unione di 6 villaggi: Boscoteni, Frumușica, Rădeni, Storești, Șendreni, Vlădeni-Deal.